# Kanton Craon
Der Kanton Craon war von 1790 bis 2015 ein französischer Wahlkreis im Arrondissement Château-Gontier, im Département Mayenne und in der Region Pays de la Loire; sein Hauptort war Craon. Er war 213,66 km² groß und hatte 9814 Einwohner (Stand 2006).

## Gemeinden
| Gemeinde                | Einwohner Jahr | Fläche km² | Bevölkerungsdichte | Code INSEE | Postleitzahl |
| ----------------------- | -------------- | ---------- | ------------------ | ---------- | ------------ |
| Athée                   | 507 (2013)     | –          | – Einw./km²        | 53012      | 53400        |
| La Boissière            | 127 (2013)     | –          | – Einw./km²        | 53033      | 53800        |
| Bouchamps-lès-Craon     | 560 (2013)     | –          | – Einw./km²        | 53035      | 53800        |
| Chérancé                | 164 (2013)     | –          | – Einw./km²        | 53068      | 53400        |
| Craon                   | 4.481 (2013)   | –          | – Einw./km²        | 53084      | 53400        |
| Denazé                  | 153 (2013)     | –          | – Einw./km²        | 53090      | 53400        |
| Livré-la-Touche         | 750 (2013)     | –          | – Einw./km²        | 53135      | 53400        |
| Mée                     | 211 (2013)     | –          | – Einw./km²        | 53148      | 53400        |
| Niafles                 | 340 (2013)     | –          | – Einw./km²        | 53165      | 53400        |
| Pommerieux              | 692 (2013)     | –          | – Einw./km²        | 53180      | 53400        |
| Saint-Martin-du-Limet   | 470 (2013)     | –          | – Einw./km²        | 53240      | 53800        |
| Saint-Quentin-les-Anges | 408 (2013)     | –          | – Einw./km²        | 53251      | 53400        |
| La Selle-Craonnaise     | 939 (2013)     | –          | – Einw./km²        | 53258      | 53800        |

## Bevölkerungsentwicklung
| 1962  | 1968   | 1975   | 1982  | 1990  | 1999  | 2006  | 2012  |
| ----- | ------ | ------ | ----- | ----- | ----- | ----- | ----- |
| 9.576 | 10.305 | 10.008 | 9.977 | 9.867 | 9.671 | 9.814 | 9.823 |